# Lasioglossum centesimum
Lasioglossum centesimum là một loài Hymenoptera trong họ Halictidae. Loài này được Blüthgen mô tả khoa học năm 1924.